# Great Exuma Island
Great Exuma Island är en ö i Bahamas.   Den ligger i distriktet Exuma District, i den sydöstra delen av landet, 230 km sydost om huvudstaden Nassau. Arean är 187 kvadratkilometer. Distriktets centralort George Town ligger på ön.
Terrängen på Great Exuma Island är mycket platt. Öns högsta punkt är 33 meter över havet. Den sträcker sig 29,0 kilometer i nord-sydlig riktning, och 40,2 kilometer i öst-västlig riktning.
I omgivningarna runt Great Exuma Island växer i huvudsak städsegrön lövskog.